# Liste der preußischen Gesandten in Bayern

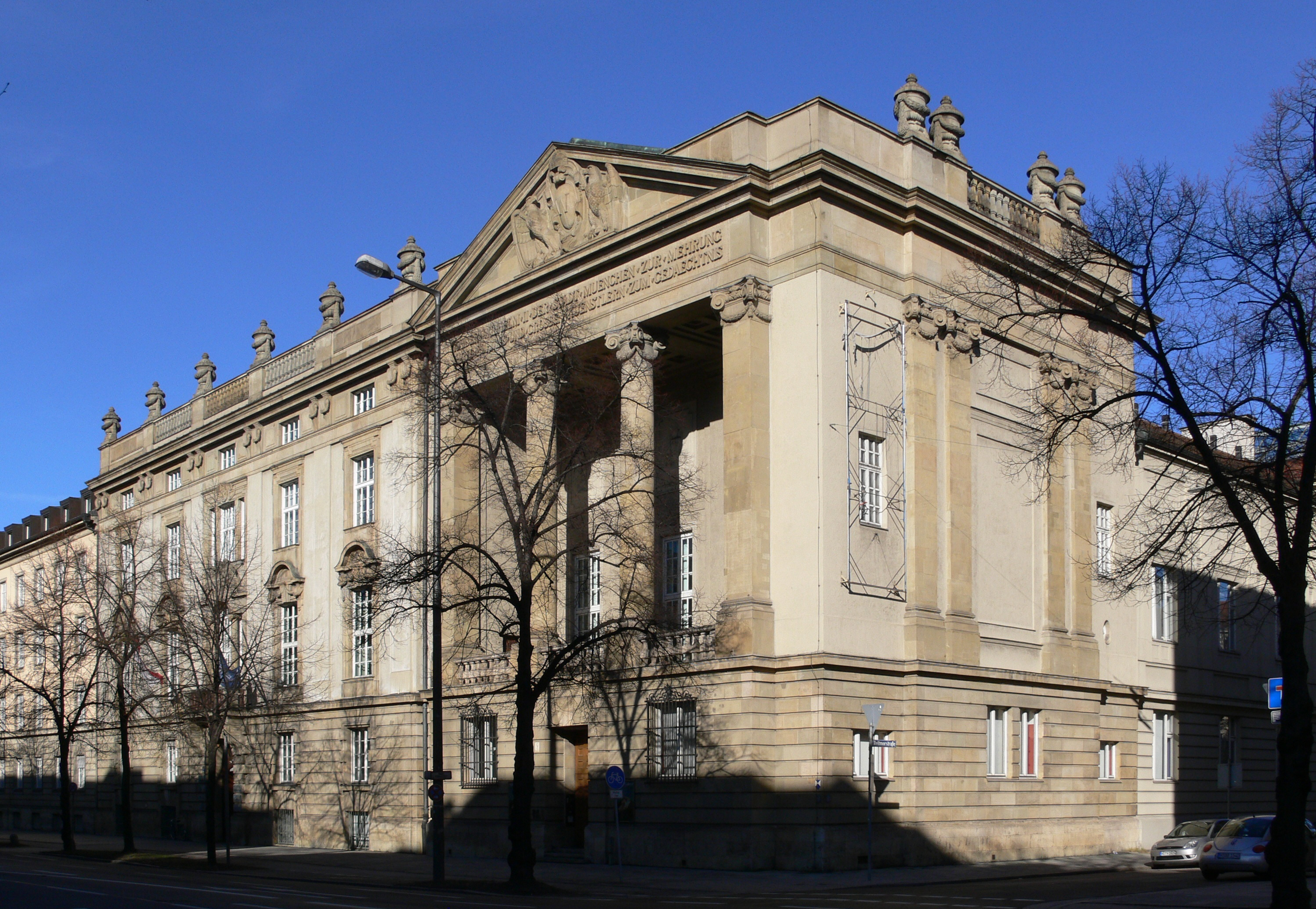
Ehemalige preußische Gesandtschaft und Schackgalerie.

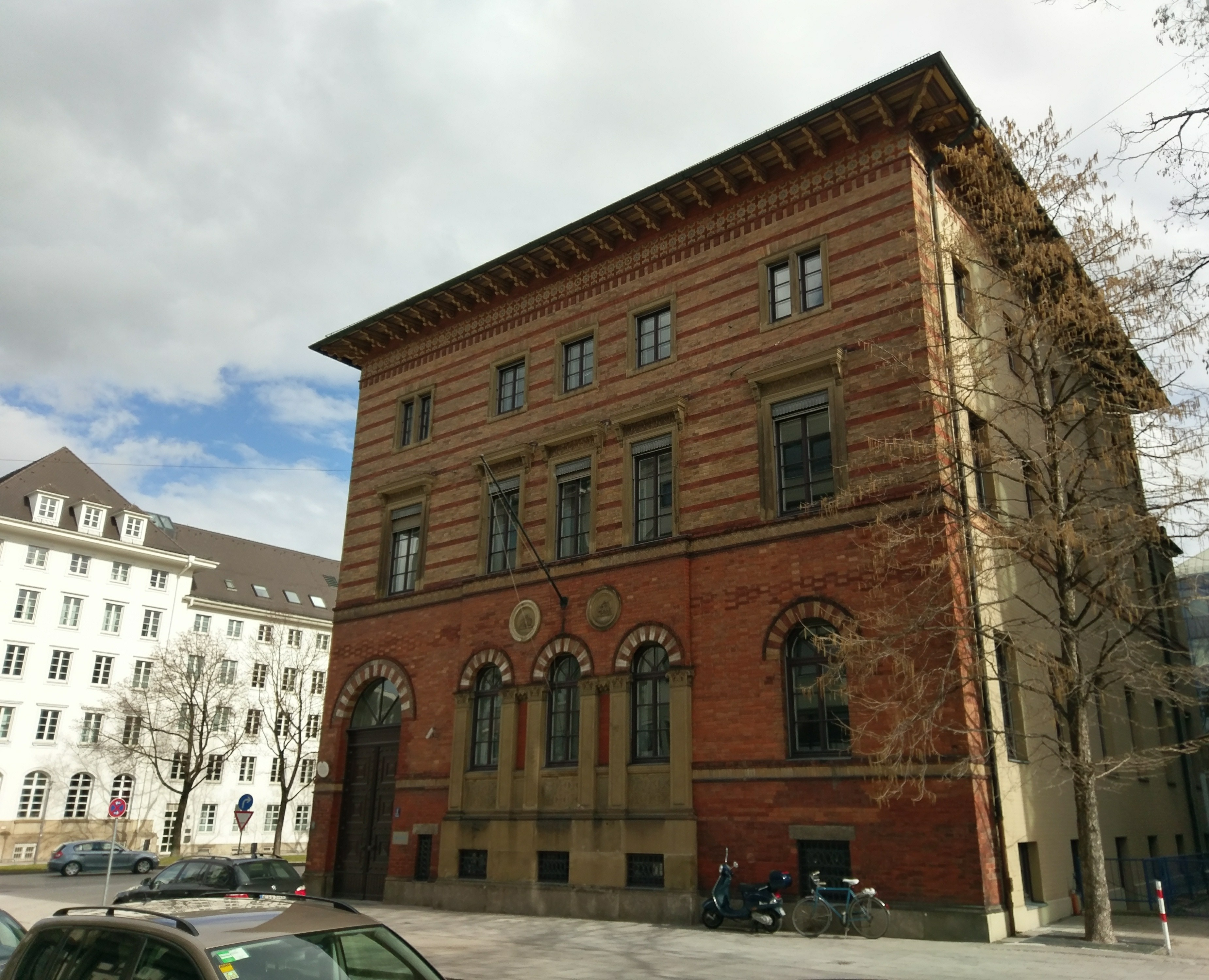
Palais Dürckheim, Ehemalige preußische Gesandtschaft 1857–1909

Im 19. Jahrhundert befand sich der Sitz der königlich preußischen Gesandtschaft in der Türkenstraße 83 in München. Von 1857 bis 1907 beherbergte das Palais Dürckheim in der Türkenstraße 4 die preußische Gesandtschaft. 1907–1909 wurde ein neues Gesandtschaftsgebäude in der Prinzregentenstraße errichtet, das baulich mit der Schackgalerie (seit 2009 Sammlung Schack) verbunden war.
Die Gesandtschaft Preußens in Bayern bestand bis zum 31. März 1921. Der Leiter der Gesandtschaft, ein Mitarbeiter des Auswärtigen Amtes, wurde in der Folge nicht als Vertreter des Deutschen Reichs in München, sondern als Vertreter der Regierung des Deutschen Reichs in München als Gesandter bezeichnet.

## Gesandte
| Ernennung   | Name                                                   | Bemerkungen / Lebensdaten | ernannt von            | akkreditiert während der Regierung von | Abberufung    |
| ----------- | ------------------------------------------------------ | --- | ---------------------- | -------------------------------------- | ------------- |
| 1740        | Joachim Wilhelm von Klinggräff                         | 1692–1757 |                        |                                        | 1746          |
| 1799        | Friedrich August Thomas von Heymann                    | 1740–1801 |                        |                                        | 1801          |
| 1814        | Johann Emanuel von Küster                              | * 30. Mai 1764 in Havelberg; † 11. November 1833 in München; | Friedrich Wilhelm III. | Maximilian I. Joseph                   | 1817          |
| 1817        | Wilhelm von Zastrow (General, 1752) Zastrow            | | Friedrich Wilhelm III. | Maximilian I. Joseph                   | 1824          |
| 1824        | Johann Emanuel von Küster                              | | Friedrich Wilhelm III. | Maximilian I. Joseph                   | 1833          |
| 1833        | August Heinrich Hermann von Dönhoff                    | | Friedrich Wilhelm III. | Ludwig I.                              | 1842          |
| 1843        | Ludwig Rüdt von Collenberg-Bödigheim                   | | Friedrich Wilhelm IV.  | Ludwig I.                              | 1845          |
| 1845        | Albrecht von Bernstorff                                | | Friedrich Wilhelm IV.  | Ludwig I.                              | 1848          |
| 1848        | Heinrich Friedrich Philipp von Bockelberg              | 1802–1857 | Friedrich Wilhelm IV.  | Maximilian II. Joseph                  | 1858          |
| 7. Mai 1858 | Theodor Franz Christian von Seckendorff                | 1802–17. September 1858; 1841–1847 preuß. Gesandter in Hannover, 1847–1852 in Brüssel, 1852–1858 Stuttgart | Wilhelm I.             | Maximilian II. Joseph                  | 17. Sep. 1858 |
| 1859        | Wilhelm Paul Ludwig zu Löwenstein-Wertheim-Freudenberg | * 19. März 1817 Stuttgart; † 10. März 1887 in Karlsruhe | Wilhelm I.             | Maximilian II. Joseph                  | 1862          |
| 1862        | Wilhelm von Perponcher-Sedlnitzky                      | 17. Juli 1819–24. Juni 1893; 1853–1860 preußischer Gesandter in Darmstadt, 1863 in Kassel 1864–1871 beim heiligen Stuhl Sohn von Hendrik George de Perponcher Sedlnitzki                                         | Wilhelm I.             | Maximilian II. Joseph                  | 1863          |
| 1864        | Heinrich VII. Reuß zu Köstritz                         | | Wilhelm I.             | Ludwig II.                             | 1867          |
| 1867        | Georg von Werthern                                     | | Wilhelm I.             | Ludwig II.                             | 1888          |
| 1888        | Kuno zu Rantzau                                        | | Friedrich III.         | Luitpold von Bayern                    | 1891          |
| 1891        | Philipp zu Eulenburg                                   | | Wilhelm II.            | Luitpold von Bayern                    | 1894          |
| 1894        | Max von Thielmann                                      | | Wilhelm II.            | Luitpold von Bayern                    | 1895          |
| 1895        | Anton Graf von Monts                                   | | Wilhelm II.            | Luitpold von Bayern                    | 1902          |
| 1902        | Friedrich Pourtalès                                    | | Wilhelm II.            | Luitpold von Bayern                    | 1907          |
| 1907        | Karl Eberhard Friedrich von Schlözer                   | * 22. April 1854 in Stettin, † 1916; 1900/02 Erster Sekretär im Range eines ao. Gesandten u. bevollmächtigten Ministers an der Botschaft in Paris (unter Botschafter Fürst Radolin), Neffe von Kurd von Schlözer | Wilhelm II.            | Luitpold von Bayern                    | 1911          |
| 1912        | Karl Georg von Treutler                                | * 9. April 1858 in Waldenburg (Schlesien), † 1933; Sohn von Klara Alberti und Oswald von Treutler 1914–1917 Vertreter des Reichskanzlers und des AA bei Wilhelm II. Deutsches Reich                              | Wilhelm II.            | Luitpold von Bayern                    | 1918          |
| 1917        | Julius von Zech-Burkersroda                            | Geschäftsträger, von April 1921 bis 1922 Vertreter der Reichsregierung in München | Wilhelm II.            | Ludwig III.                            | 31. März 1921 |
| 1923        | Edgar Haniel von Haimhausen                            | | Wilhelm Cuno           | Kabinett Knilling                      | 1931          |